# Yucatán (pel·lícula)
Yucatán és una pel·lícula espanyola de comèdia dirigida per Daniel Monzón i escrita per Daniel Monzón i Jorge Guerricaechevarría, presentada a Madrid el 29 d'agost de 2018 i estrenada al públic general el 31 d'agost de 2018. És protagonitzada per Luis Tosar, Rodrigo de la Serna i Stephanie Cayo. Fou produïda per Ikiru Films, Telecinco Cinema i Terraza Films i distribuïda per Hispano Foxfilms.

## Argument
Roberto Clayderman —Rodrigo de la Serna— i Lucas —Luis Tosar— són un parell de delinqüents que estafen a la gent portant-los a un vaixell per a un passeig que travessa Tenerife i l'àrea selvàtica de Yucatan, prop de Cancun. Tots dos aconsegueixen estafar a moltes persones fins que l'amor de tots dos per Verónica —Stephanie Cayo— una treballadora del vehicle que els ajuda durant les seves estafes acaba per dividir al grup: Clayderman i Verónica, ja com una parella estable, treballaran en l'Oceà Pacífic i Lucas el farà per separat, al Mediterrani. Un any després d'aquests esdeveniments, Lucas decideix tornar al navili dels seus excompanys per a recuperar l'amor de Verónica. Al mateix temps, Antonio —Joan Pera—, un ancià multimilionari, visita el vaixell al costat de les seves filles i els seus gendres, sabent que aquests només estan amb els seus familiars pels seus diners, i és estafat per Lucas que li diu que la seva filla Clara sofreix d'una rara síndrome i necessita de tractament que només pot ser costejat per 21 milions d'euros. Després de descobrir l'engany, Antonio els convenç de fingir el seu segrest i demanar un rescat per ell per a comprovar l'amor dels seus gendres, encara que finalment decideixen segrestar aquests perquè així Antonio pugui deslliurar-se de la «maledicció» que li suposa els diners i arreglar la vida de Clayderman i Lucas, mentre Verónica decideix abandonar el vaixell decebuda per la cobdícia de tots dos.

## Elenc i personatges
- Luis Tosar com Lucas.
- Rodrigo de la Serna com Clayderman.
- Stephanie Cayo com Verónica.
- Toni Acosta com Chusa.
- Xavi Lite com Marco.
- Joan Pera com Antonio de la Oz.
- Gloria Muñoz com Carmen.
- Lupe Cartie Roda com Mónica.
- Agustín Jiménez com Ernesto.
- Txell Aixendri com Alicia.
- Jorge Asín com Fede.
- Alicia Fernández com Leticia.
- Arián Núñez com Brendon.

## Recepció

### Taquilla
Yucatán es va estrenar a Espanya el 31 d'agost de 2018. El cap de setmana d'estrena, la pel·lícula va recaptar 1.240.253 dòlars, acabant número u a la taquilla espanyola. En el seu segon cap de setmana, la pel·lícula va recaptar 1.071.148 dòlars i va caure a la segona posició a la taquilla. Després de set setmanes, Yucatán va recaptar més de 5,8 milions de dòlars només al territori espanyol, convertint-se en la setena pel·lícula amb més ingressos d'Espanya el 2018.

### Crítica
Yucatán va obtenir crítiques favorables i desfavorables. En el diari El País, Carlos Boyero es pregunta on està la gràcia, afirmant que res funciona a la pel·lícula. A El Periódico, Beatriz Martínez lloa al director dient que «la capacitat de Daniel Monzón per a orquestrar tot aquest bulliciós univers coral i donar-li un sentit, requereix d'una perícia a l'altura de molt pocs autors». A la revista Fotogramas, Sergi Sánchez assenyala que «Yucatán aparenta ser una comèdia vacacional, de creuer marítim, que es llisca sense motor per un canviant oceà de gèneres per a ocultar la seva condició de meravella d'allò més seriosa sobre la cobdícia en temps de crisi». Al diari El Correo, Oskar Belategui afirma que «Monzón salta sense despentinar-se de la sàtira disbauxada al thriller d'estafadors. Alterna diàlegs espurnejants amb escenes d'acció. Maneja a la perfecció a un quintet de personatges protagonistes en un univers tancat com és un vaixell. En definitiva, aplica els ensenyaments de Lubitsch i Wilder a l'hora de desbaratar les expectatives morals de l'espectador amb els personatges i insufla empenta quan toca córrer per coberta».